# Bojevanje
Bojevanje je vojskovanje pod določenimi pogoji (teren, vremenski pogoji, orožje,...).

## Seznam
- konvencionalno bojevanje
- nekonvencionalno bojevanje
- pehotno bojevanje
- gorsko bojevanje
- oklepno bojevanje
- urbano bojevanje
- puščavsko bojevanje
- džungelsko bojevanje
- arktično bojevanje
- amfibijskodesantno bojevanje
- letalsko bojevanje
- obrambno bojevanje
- nočno bojevanje
- pozicijsko bojevanje
- gverilsko bojevanje
- protigverilsko bojevanje
- elektronsko bojevanje
- psihološko bojevanje
- minsko bojevanje
- protiminsko bojevanje
- podvodno bojevanje
- pomorsko bojevanje
- protiletalsko bojevanje
- protihelikoptersko bojevanje
- protiladijsko bojevanje
- protipodmorniško bojevanje
- biološko bojevanje
- kemično bojevanje
- radiološko bojevanje